# Vincetoxicum katoi
Vincetoxicum katoi là một loài thực vật có hoa trong họ La bố ma. Loài này được (Ohwi) Kitag. miêu tả khoa học đầu tiên năm 1959.

## Hình ảnh

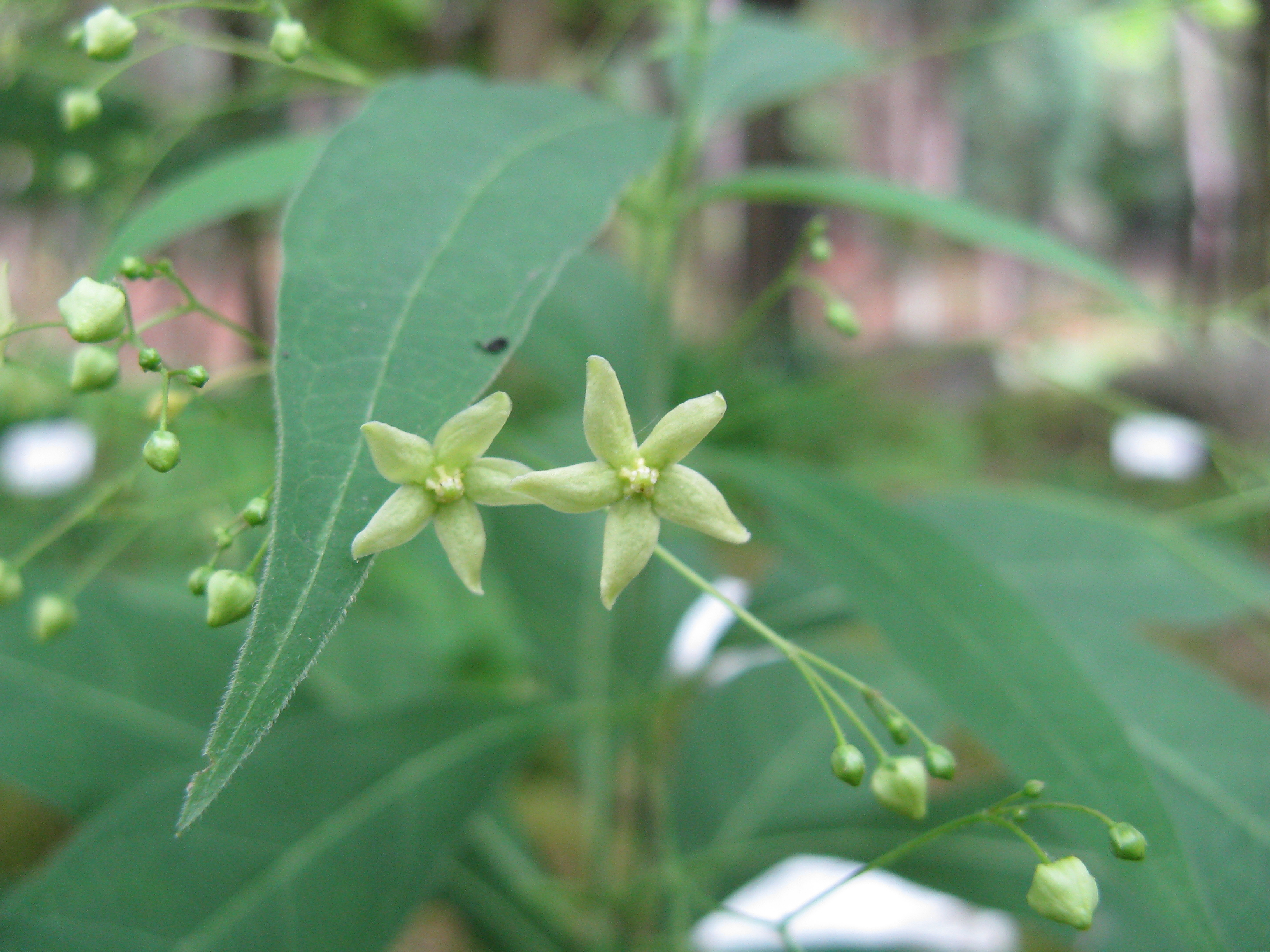
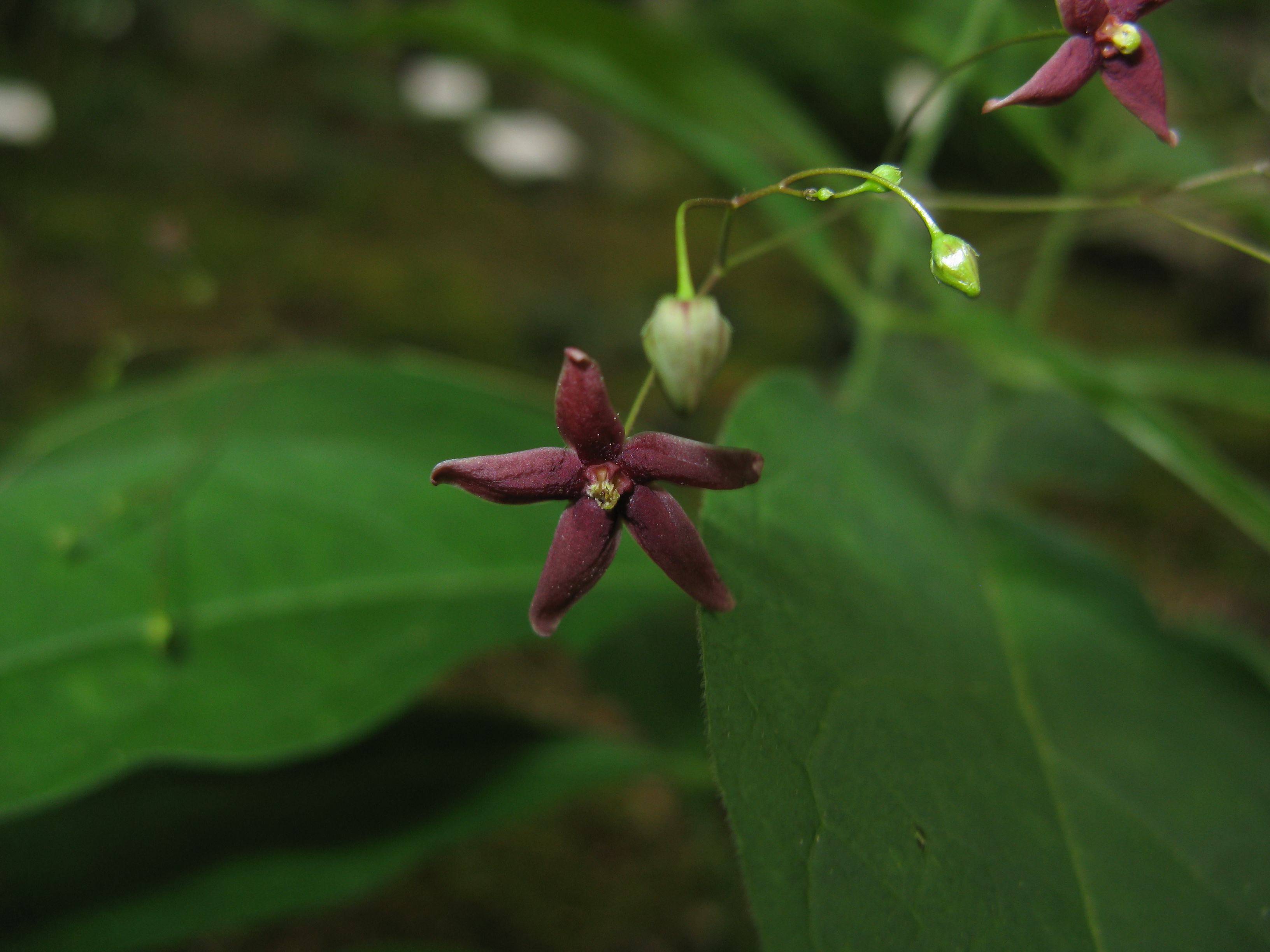